# Zapotèque d'Ayoquesco
Le zapotèque d'Ayoquesco (ou zapotèque d'Ejutla de l'Ouest, zapotèque de Santa María Ayoquesco) est une variété de la langue zapotèque parlée dans l'État de Oaxaca, au Mexique.

## Localisation géographique
Le zapotèque d'Ayoquesco est parlé dans les villes de Santa María Ayoquesco, Santa Cruz Nexila, San Andrés Zabache (en) et San Martín Lachila (en) de l'État de Oaxaca, au Mexique,.

## Utilisation
Il est parlé par environ 880 personnes en 1990, dont 9 monolingues, ses locuteurs parlent aussi l'espagnol. Il est le plus parlé à Santa Cruz Nexila où 52 % des habitants de tous âges parlent zapotèque.

## Intelligibilité avec les variétés du zapotèque
Les locuteurs du zapotèque d'Ayoquesco ont une intelligibilité de 23 % du zapotèque d'Ocotlán (le plus similaire).